# Todwick
Todwick è un paese della contea del South Yorkshire, in Inghilterra.